# لورا اوسالیوان
لورا اوسالیوان (انگلیسی: Laura O'Sullivan؛ زادهٔ ۲۳ اوت ۱۹۹۱) بازیکن فوتبال اهل بریتانیا است.
وی همچنین در تیم ملی فوتبال زنان ولز بازی کرده‌است.